# Plimoth Patuxet
Plimoth Patuxet (un tempo Plimoth Plantation) è un museo vivente di storia situato a Plymouth, nel Massachusetts, negli Stati Uniti d'America, ove sono presenti delle repliche degli edifici costruiti dalla Colonia di Plymouth.

## Storia
Plimoth Plantation venne aperto nel 1947 da Henry Hornblower II grazie all'aiuto di amici, familiari, e colleghi di lavoro, ed era composto da due cottage inglesi e un forte collocati sul lungomare di Plymouth. Con il trascorrere degli anni, il museo venne dotato di altre strutture, fra cui una replica del battello Mayflower II (1957), il villaggio inglese (1959), il Wampanoag Homesite (1973), l'Hornblower Visitor Center (1987), il Craft Center (1992), il Maxwell and Nye Barns (1994) e un mulino ad acqua (2013).
Durante il mese di luglio del 2020, i funzionari di Plimoth Plantation cambiarono il nome del museo in "Plimoth Patuxet" per commemorare il quattrocentesimo anniversario dell'arrivo dei pellegrini nei territori occupati un tempo dagli indiani Patuxet.